# Jan Chryzostom Grabski

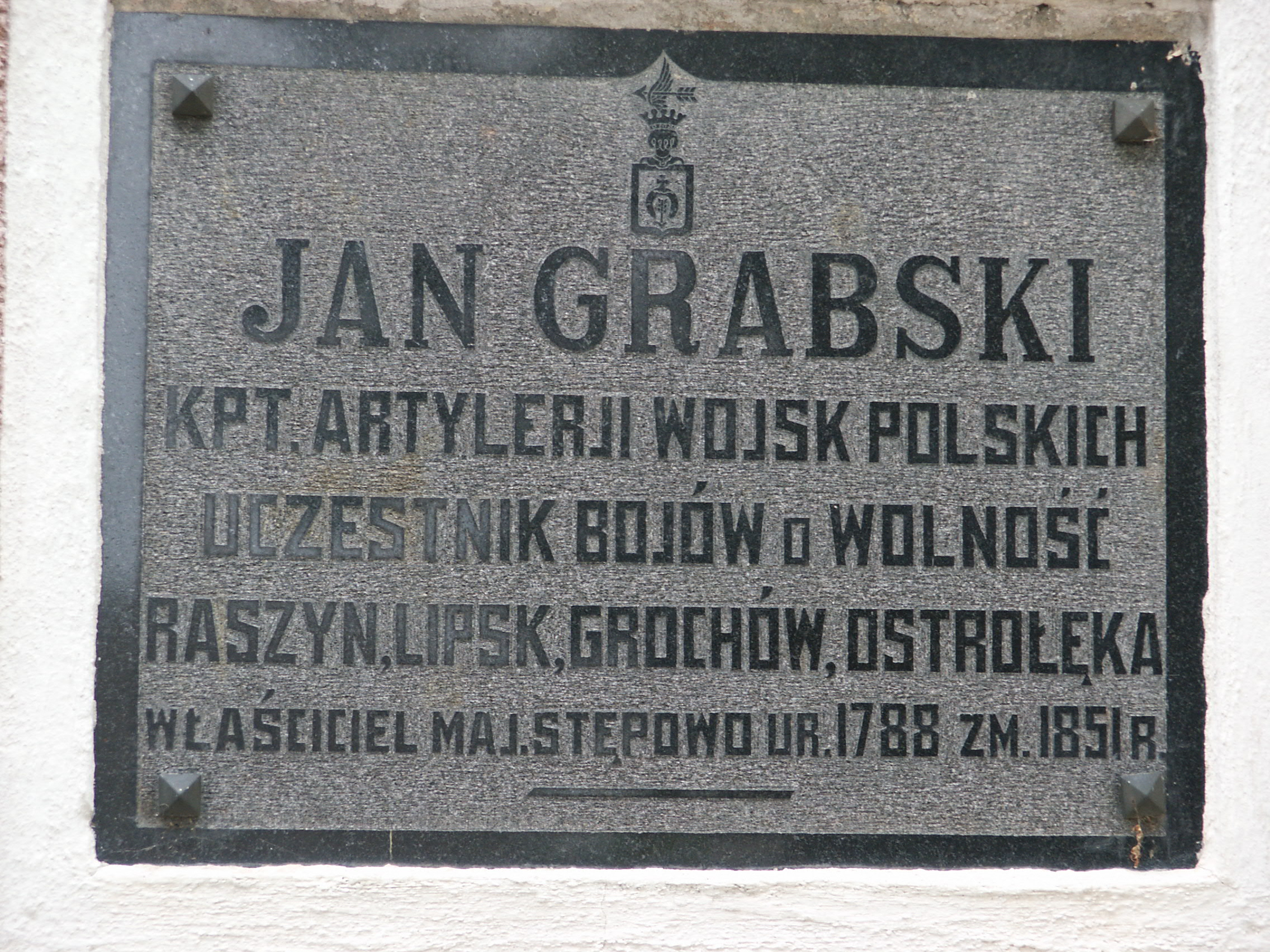
Tablica na kościele w Sadłowie

Jan Chryzostom Grabski herbu Dołęga (ur. 29 grudnia 1787 w Otolinie, zm. w 1851 w Stępowie) – polski wojskowy, uczestnik kampanii Napoleońskiej, powstaniec listopadowy, ziemianin.

## Życiorys
Pochodził ze starej rodziny szlacheckiej był synem Pawła Grabskiego i Marianny z Goszczyńskich herbu Pobóg.  15 stycznia 1808 rozpoczął służbę w pułku artylerii pieszej jako kanonier w armii Księstwa Warszawskiego. 10 czerwca 1808 mianowany został kapralem. Brał udział w wojnie z Austrią, w 1809 roku walczył pod Raszynem i Zamościem. Przeszedł potem całą kampanię napoleońską. Brał udział w bitwie pod Lipawą (Kurlandia) 1812, oblężeniu Gdańska (obrona przed Prusakami) 1813, kończąc na bitwie pod Lipskiem.
Po 1815 r. jako podoficer służył w armii Królestwa Polskiego. 31 maja 1823 awansował do stopnia podporucznika. W latach 1824–1830 służył w Batalionie Weteranów Czynnych.
Brał udział w powstaniu listopadowym, od lutego 1831 w stopniu podporucznika, od maja kapitana artylerii. Brał udział w bitwie pod Grochowem i Ostrołęką. W sierpniu 1831 r. przeznaczony do służby lazaretowej. Po kapitulacji Warszawy zatrudniony został w lazarecie saperskim i złożył przysięgę na wierność carowi.
W 1847 r. udowodnił pochodzenie szlacheckie przed Heroldią Królestwa Polskiego. W 1849 r. żona Joanna z Dzierżanowskich odziedziczyła po ciotce, Antoninie Ostaszewskiej większą część majątku w Stępowie pod Rypinem. Istnieje miniatura malarska pokazująca go w mundurze z okresu napoleońskiego, na koniu, wykonana przez znanego polskiego malarza Ostrowskiego.